# Боселі

Боселі (букв. «хлів»; (груз. ბოსელი)) — в грузинській міфології — божество-покровитель домашніх тварин і землеробства.
Відомостей про бога Боселі майже не збереглося. Дослідники проаналізували обряд, що зберігся в грузинському святі бослоба, головним персонажем якого є сам Боселі, а також епітети та ім'я божества. Таким чином, вдалося з'ясувати, що первинним образом Боселі було божество, втілене в племінному бику.
У новорічному циклі свят Боселі іменувався також Бері або Басилі.